# میلوش نینکوویچ
میلوش نینکوویچ (سیریلیک صربی: Милош Нинковић؛ زادهٔ ۲۵ دسامبر ۱۹۸۴) یک بازیکن فوتبال اهل صربستان است.

## تیم ملی
وی همچنین در تیم ملی فوتبال صربستان بازی کرده است.